# Ssipsis
ssipsis (nom de naixement: Eugenia T. Thompson) (Indian Island, Maine, 10 de juny de 1941 - ibíd., 27 d'octubre de 2015) va ser una poeta, treballadora social, artista visual, escriptora, editora i narradora penobscot. Gran part del seu treball es va centrar i inspirar en l'avenç dels pobles indígenes. Va ser impulsora de la cultura índia a les escoles i de la llengua penobscot al currículum escolar.

## Biografia
La mare de ssipsis, Dorothy Phillips, era mohawk i el seu pare, William Thomas, era penobscot. El seu nom tradicional en penobscot significa "ocellet". Va ser criada per Eugenia Mary Thomas a la reserva penobscot d'Indian Island, on va passar la major part de la seva vida. ssipsis es va llicenciar en sociologia al Colby College, a Waterville (Maine); allà va conèixer el seu marit, Kenneth C. Thompson. ssipsis i Kenneth van tenir quatre fills plegats.
ssipsis, membre de la Nació Penobscot, sempre va lluitar pels drets del seu poble; sobretot, va liderar una protesta l'any 1970 a Old Town (Maine), amb relació a un acord del tractat de Penobscot. La protesta va rebre molta atenció aleshores i va fer que ssipsis fos considerada una llegenda entre els wabanakis.

## Art
Era coneguda pels seus aiguaforts sobre escorça de bedoll i pel seu treball sobre la preservació de l'art i la cultura penobscot. El seu art sovint reflectia la seva dedicació als drets tribals, fins i tot les peces amb rebord per fer declaracions polítiques.
La seva primera exposició important va ser a la galeria d'art de la University of Southern Maine al costat de l'artista californià James Luna, amb el projecte "The Turtle/Television Island Project".

## Obra publicada
És autora del recull de contes Molly Molasses and Me: A Collection of Living Adventures (Robin Hood Books, 1990) i del llibre Prayers, Poems, and Pathways (Robin Hood Books, 2007). La seva autobiografia apareix al llibre de Peter Anastas Glooskap’s Children: Encounters with the Penobscot Indians of Maine.
També va ser l'editora de la Maine Indian Newsletter, una publicació independent que va circular durant les dècades del 1960 i del 1970 i que va donar servei als pobles nadius de Maine, juntament amb altres lectors subscrits fora de la comunitat local. Ella mateixa va escriure cada butlletí de vint pàgines amb una màquina d'escriure, sovint recirculant articles pertinents de diaris locals, estatals i nacionals, incloses moltes altres publicacions periòdiques dels indis americans.